# A Snakeville Romance
A Snakeville Romance è un cortometraggio muto del 1914 diretto da Jess Robbins.

## Trama
Ritornata a casa dopo aver finito gli studi, Nell si trova al centro delle attenzioni di due cow boy, pretendenti alla sua mano.

## Produzione
Il film fu prodotto dalla Essanay Film Manufacturing Company. Venne girato a Niles. Gilbert M. 'Broncho Billy' Anderson, fondatore della casa di produzione Essanay (che aveva la sua sede a Chicago), aveva individuato nella cittadina californiana di Niles il luogo ideale per trasferirvi una sede distaccata della casa madre. Niles diventò, così, il set dei numerosi western prodotti da Anderson.

## Distribuzione
Distribuito dalla General Film Company, il film - un cortometraggio di una bobina - uscì nelle sale cinematografiche USA il 24 maggio 1914.